# 舞鶴21

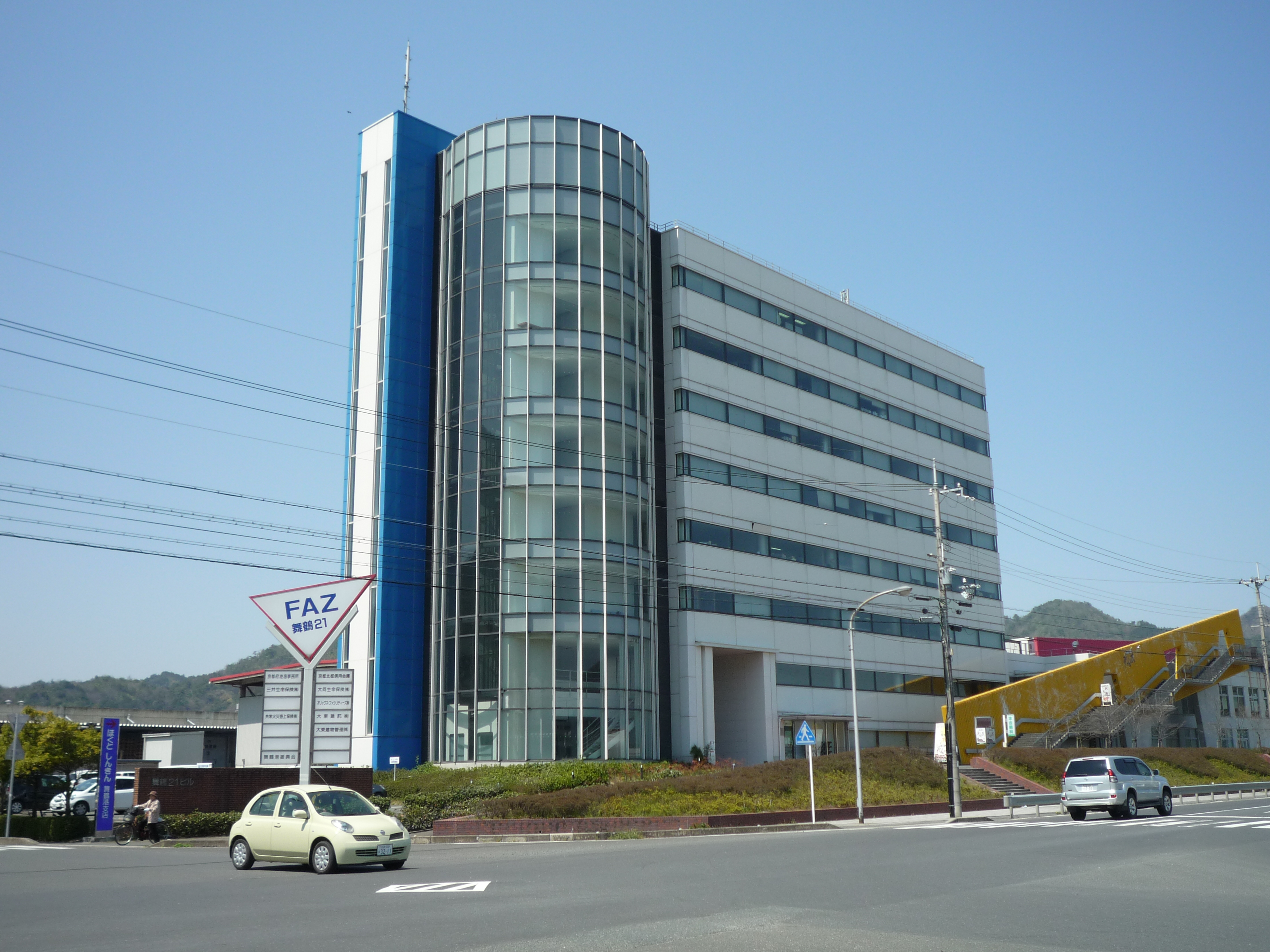
舞鶴21ビル

舞鶴21（まいづる－）は、京都府及び舞鶴市が共同出資する第三セクター。国際貿易港たる舞鶴港の輸出入促進を目的にFAZ施設の管理・運営がされている。

## 概要

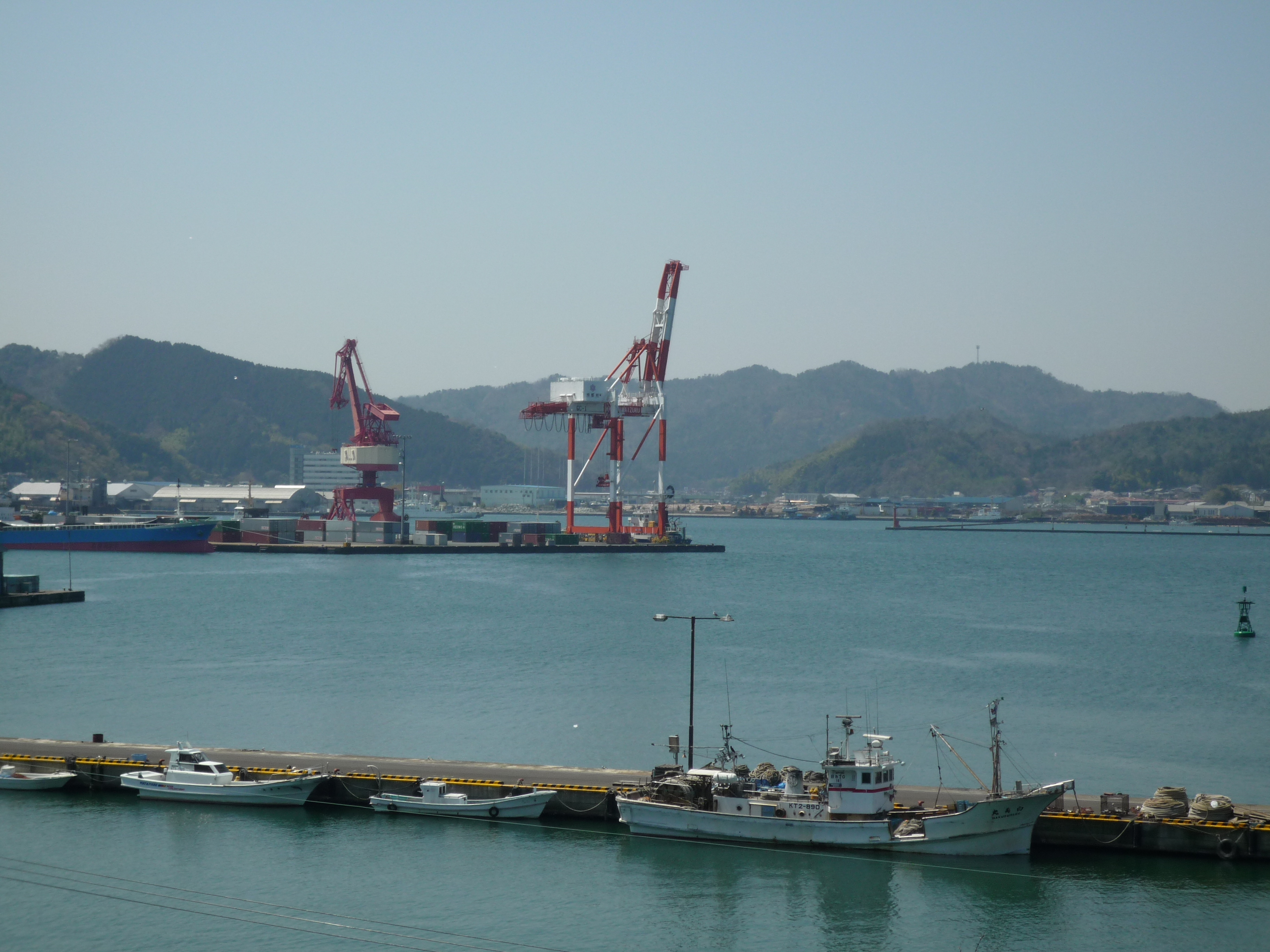
舞鶴港

舞鶴港は1901年（明治34年）に舞鶴鎮守府が開府して以来の軍港として有名であるが、1913年（大正2年）に大型船が入港できる埠頭が完成したことから、対岸貿易を中心とした日本海側の重要な商港としても位置づけられた。
第二次世界大戦の勃発により一時は軍港として特化された舞鶴港であるが、1953年（昭和28年）に京都府が港湾管理者となると、舞鶴港を北近畿の拠点港として整備すべく、西港を国際貿易港、東港を国内貿易港として、その機能を更に拡充させるため、港湾整備に着手することとなった。
その成果もあって、1995年（平成7年）に日本海側港湾では初めてFAZの指定。FAZ（Foreign Access Zone：フォーリン・アクセス・ゾーン）とは、港湾や空港周辺地域に設定された「輸入促進地域」のことをいい、舞鶴港も1997年（平成9年）10月に貿易関連事業者用オフィスや展示場、物流施設など貿易関連機能を集約させた舞鶴港FAZの中核施設が完成させ、輸出入ビジネスの支援体制が一層強化されることとなった。

## 所在地
- 京都府舞鶴市喜多1105番1（舞鶴港に隣接）

## アクセス
- JR舞鶴線・西舞鶴駅より約3km、自動車で約10分、徒歩約30分
- 国道27号を舞鶴西港方面へ直進、「大手」交差点を左折し、ハローワーク方面へ、「喜多埠頭口」交差点を右折
- 舞鶴若狭自動車道舞鶴西ICより宮津方面へ約7km、約15分

## 舞鶴港の主なFAZ施設
- 舞鶴21ビル
  - 主に舞鶴港を利用する企業に賃貸する鉄筋コンクリート造、8階建てのオフィスビル。
- FAZ第一倉庫
  - 木材用倉庫。鉄骨造平屋建、面積2,200m2。
- FAZ第二倉庫
  - 生鮮食品用倉庫。鉄骨造平屋建、面積3,300m2。

### 舞鶴21ビルの主なテナント
- 京都北都信用金庫舞鶴港支店(1F)
- 一般社団法人京都舞鶴港振興会(3F)

## 沿革
- 1995年（平成7年）：設立
- 1997年（平成9年）：開業
- 2004年（平成16年）：くん蒸機能を備えた第2倉庫増設